# Adama Bojang
Adama Bojang (ur. 28 maja 2004) – gambijski piłkarz, występujący na pozycji napastnika w gambijskim klubie Steve Biko FC oraz w reprezentacji Gambii U-20.

## Kariera[2][3]
| Klub          | Miasto | Debiut | Sukcesy | Mecze w międzynarodowych pucharach |
| ------------- | ------ | ------ | ------- | ---------------------------------- |
| Steve Biko FC | Pune   | ?      | –       | ?                                  |

## Statystyki

### Klubowe
(aktualne na dzień 23 maja 2023)
Brak informacji na temat gry zawodnika w klubie.

### Reprezentacyjne[4]
(aktualne na dzień 23 maja 2023)
Zawodnik nie rozegrał jeszcze żadnego meczu w seniorskiej reprezentacji. Podane poniżej statystyki dotyczą reprezentacji U-20.
| Występy i gole w reprezentacji | Występy i gole w reprezentacji | Występy i gole w reprezentacji | Występy i gole w reprezentacji | Występy i gole w reprezentacji | Występy i gole w reprezentacji | Występy i gole w reprezentacji | Występy i gole w reprezentacji | Występy i gole w reprezentacji              |
| Lp.                            | Data                           | Miasto                         | Przeciwnik                     | Wynik                          | Czas                           | Gole                           | Inne                           | Rozgrywki                                   |
| ------------------------------ | ------------------------------ | ------------------------------ | ------------------------------ | ------------------------------ | ------------------------------ | ------------------------------ | ------------------------------ | ------------------------------------------- |
| 1.                             | 21.02.2023                     | Aleksandria                    | Tunezja U-20                   | 1:0 (0:0)                      | 1'–86'                         |                                |                                | Mistrzostwa Afryki U-20 w piłce nożnej 2023 |
| 2.                             | 24.02.2023                     | Aleksandria                    | Zambia U-20                    | 2:0 (0:0)                      | 1'–75'                         |                                | asysta                         | Mistrzostwa Afryki U-20 w piłce nożnej 2023 |
| 3.                             | 27.02.2023                     | Aleksandria                    | Benin U-20                     | 1:0 (0:0)                      | 74'–90'                        |                                |                                | Mistrzostwa Afryki U-20 w piłce nożnej 2023 |
| 4.                             | 3.03.2023                      | Aleksandria                    | Sudan Południowy U-20          | 5:0 (3:0)                      | 1'–74'                         | 3                              |                                | Mistrzostwa Afryki U-20 w piłce nożnej 2023 |
| 5.                             | 6.03.2023                      | Kair                           | Nigeria U-20                   | 1:0 (1:0)                      | 1'–88'                         | 1                              |                                | Mistrzostwa Afryki U-20 w piłce nożnej 2023 |
| 6.                             | 11.03.2023                     | Kair                           | Senegal U-20                   | 0:2 (0:1)                      | 1'–90'                         |                                |                                | Mistrzostwa Afryki U-20 w piłce nożnej 2023 |
| 7.                             | 22.05.2023                     | Mendoza                        | Honduras U-20                  | 2:1 (1:1)                      | 1'–90'                         | 2                              |                                | Mistrzostwa Świata U-20 w Piłce Nożnej 2023 |

## Osiągnięcia
(stan na 23 maja 2023)
Brak szczególnych osiągnięć.